# 多明妮克·布蘭
多明妮克·布蘭（英語：Dominique Blanc，1956年4月25日—），法國女演員。她的知名電影包括《五月傻瓜》、《印度支那》、《瑪歌皇后》、《愛我就搭火車》和《另一個人》。在將近四十年的演藝生涯，布蘭贏得四次凱撒獎（入圍九次）。

## 生活與生涯
她在法國戲劇學院佛洛朗電影戲劇學院受訓。1980年，在皮耶·羅曼斯的建議下，巴提斯·謝侯去羅曼斯的班上走去會見她，並給她出演亨里克·易卜生《培爾·金特》的機會。她依舊是謝侯愛用女演員之一。
作為廣泛好評的法國女演員之一，布蘭贏得四次凱撒獎。2008年9月6日，她贏得威尼斯影展最佳女演員獎。

## 外部鏈接
- 多明妮克·布蘭在互联网电影资料库（IMDb）上的資料（英文）